# ТБ-3
ТБ-3 «тяжёлый бомбардировщик третий» (АНТ-6) — советский тяжёлый бомбардировщик, стоявший на вооружении ВВС РККА в 1930-е годы. 
ТБ-3 наследовал разработки в ЦАГИ под руководством Андрея Николаевича Туполева изделий с алюминиевой обшивкой. На основе опыта концессии фирмы Junkers (см. ЮГ-1, ПС-2) в Филях. Важные элементы технологий стали основой для большинства самолётов схожего назначения в СССР. Впервые в СССР внедрено крупносерийное производство больших алюминиевых самолётов с гофрированной обшивкой. Огромная по тем временам серия тяжёлых бомбардировщиков, размеры которых также не имели равных среди серийных изделий мира. Стал основой славы возрождённой в СССР авиации.
Хотя ТБ-3 официально был снят со службы в бомбардировочных (но не военно-транспортных) частях уже в 1939 году, он использовался как бомбардировщик и транспортный самолёт значительную часть Великой Отечественной войны. Построено 818 самолётов. Не сохранилось ни одного ТБ-3.

## История создания
В 1925 году Остехбюро обратилось к ЦАГИ с предложением разработать четырёхмоторный транспортный самолёт. В июне 1926 года Научно-Технический Комитет УВВС рассмотрел задание и добавил функции ночного бомбардировщика. В декабре 1925 года Туполевым начаты работы. Предварительный чертёж АНТ-6 готов к началу 1927 года, а 18 февраля 1929 года Остехбюро уточнило требования и заключило с ЦАГИ договор о постройке опытного самолёта.
Самолёт сохранил общие черты с ТБ-1 − форму фюзеляжа, многолонжеронное крыло и гофрированную обшивку. Рассчитывали на моторы Packard 1A-2500 (800 л.с.), затем на Curtiss Conqueror (600 л.с.). Военные даже предполагали АНТ-6 на поплавках, но отказались, а узлы бомбардировщика хотели применить на новой летающей лодке.
В октябре 1929 года начали сборку первого образца в мастерских ЦАГИ. Сборка задерживалась, поэтому часть оборудования пришлось закупать за границей. УВВС потребовало увеличить грузоподъёмность, дальность и потолок бомбардировщика, отказавшись от транспортных функций.
21 февраля и 21 марта 1930 года проект рассматривала макетная комиссия УВВС и утвердила проект с замечаниями. К 28 сентября первый АНТ-6 был готов и 31 октября подготовили к испытаниям. Первый полёт 22 декабря проводил лётчик Громов. Во время этого полёта секторы газа американских двигателей разболтались и лётчик с трудом посадил машину. Только 25 апреля 1931 года испытывался улучшенный самолёт c увеличенным оперением и немецкими моторами BMW-VIE 7,3 (730 л.с.). После госиспытаний АНТ-6 рекомендовали в производство с обозначением ТБ-3. Серийные машины отличались дополнительными стрелковыми точками под крылом и моторами М-17 советского производства.

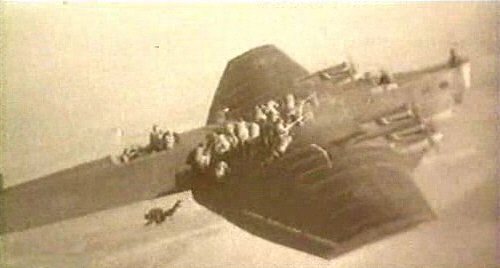
Высадка парашютного десанта с ТБ-3

Первый прототип АНТ-6

Прототип был переоборудован двигателями, разработанными ЦАГИ, БМВ VI 500 (720 л.с. каждый), с увеличенными радиаторами и деревянными винтами постоянного шага. Одноколёсные шасси признаны слишком непрочными и заменены тележечными шасси с колёсами 1350×300 мм. Первая модификация, перед запуском в серийное производство называвшаяся ТБ-3-4М-17, взлетела 4 января 1932 года (под управлением А. Б. Юмашева и И. Ф. Петрова). Неожиданно выяснилось, что уже поступивший в серийное производство самолёт был на 10-12 % тяжелее, чем прототип, что значительно повлияло на технические характеристики. Плохое качество сырья отразилось на листовом металле, использовавшемся в обшивке самолёта, трубках, проводах — всё это оказалось толще, чем в тщательно собранном прототипе. Повлиял на массу и толстый слой краски (опытные самолёты покрывали тонким слоем лака, а серийные красили из пульверизатора очень грубо). Заводы предлагали своим рабочим высказывать предложения относительно уменьшения массы, платя 100 рублей за каждый убранный килограмм массы. Совместно с попытками ОКБ, масса самолёта была уменьшена почти на 800 кг. Таким образом, произведённые самолёты могли отличаться друг от друга массой вплоть до нескольких сот килограммов.
В 1933 году была улучшена обтекаемость одного ТБ-3-4М-17Ф — были убраны турели и крепления для бомб, залатаны все отверстия и подогнаны обтекатели шасси. Всё это привело только к увеличению максимальной скорости на 4,5 % и примерно на столько же — радиуса полёта. Туполев сделал вывод, что увеличение обтекаемости больших и медленных самолётов не приносит большой выгоды. Дальнейшие работы в этой области в январе-феврале 1935 года привели к тому, что максимальная скорость была увеличена на 5,5 % и на 27,5 % был увеличен практический потолок. Этот же самолёт, оснащённый четырьмя экспериментальными однолопастными пропеллерами, показал значительное возрастание скорости подъёма.
Рекордные полёты:
- ТБ-3-4М-34Р находился в воздухе 18 часов и 30 минут.
- ТБ-3-4АМ-34ФРН пилотируемый А. Б. Юмашевым установил несколько рекордов полезной нагрузки-высоты:
  - 11 сентября 1936 года — 5000 кг на высоте 8116 м, улучшено до 8980 м 28 октября.
  - 16 сентября 1936 года — 10 000 кг на высоте 6605 м.
  - 20 сентября 1936 — 12 000 кг на высоте 2700 м.

## Производство
| Производитель        | Модель        | 1932 | 1933 | 1934 | 1935 | 1936 | 1937 | 1938 | Итого |
| -------------------- | ------------- | ---- | ---- | ---- | ---- | ---- | ---- | ---- | ----- |
| Завод № 22 (Фили)    | ТБ-3 4М-17    | 155  | 200  |      |      |      |      |      | 355   |
| Завод № 22 (Фили)    | ТБ-3 4М-34    |      | 70   | 41   |      |      |      |      | 111   |
| Завод № 22 (Фили)    | ТБ-3 4М-34Р   |      |      | 85   | 65   |      |      |      | 150   |
| Завод № 22 (Фили)    | ТБ-3 4М-34РН  |      |      |      | 1    | 100  |      |      | 101   |
| Завод № 22 (Фили)    | ТБ-3 4М-34ФРН |      |      |      | 8    | 15   | 22   | 1    | 46    |
| Завод № 18 (Воронеж) | ТБ-3 4М-34    |      |      | 5    |      |      | 1    |      | 6     |
| Завод № 39 (Москва)  | ТБ-3 4М-17    | 5    | 37   | 8    |      |      |      |      | 50    |
| Всего                | Всего         | 160  | 307  | 139  | 74   | 115  | 23   | 1    | 819   |

## Модификации

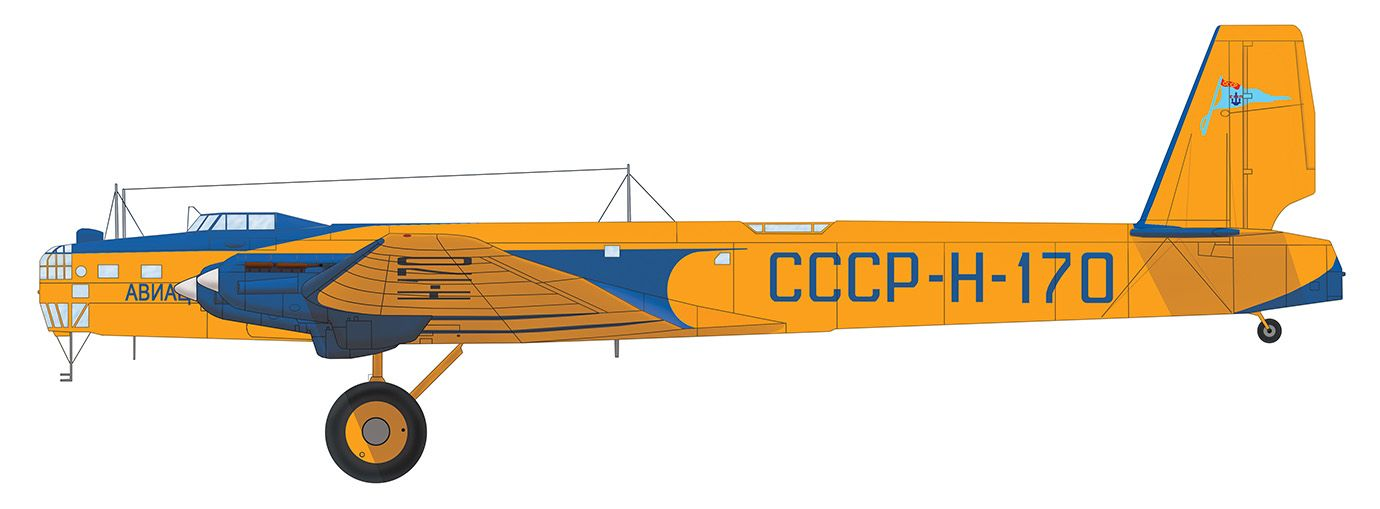
АНТ-6A Управления полярной авиации Главсевморпути

Модификации ТБ-3:
ТБ-3-4М-17Ф
Первая серийная модификация с двигателями М-17, составляет примерно половину всех построенных ТБ-3.
ТБ-3-4М-34
Модификация с двигателями АМ-34 (улучшены радиаторы, добавлено масляное охлаждение), выпущена малой серией. Самолёты с отечественными моторами М-34 мощностью 750—800 л.с. Улучшились взлетно-посадочные характеристики, однако увеличился расход топлива, а скорость возросла всего на 10 км/час, в итоге уменьшилась дальность. Было внедрено калориферное отопление кабин, тепло забирали от выхлопных коллекторов двигателей. Самолёты с двигателями М-34 были почти на тонну тяжелее, чем с двигателями М-17. Всего было изготовлено около ста самолётов этой модификации.
ТБ-3-4М-34Р
Модификация с двигателями АМ-34Р с редуктором. Снижение числа оборотов винта позволило увеличить его КПД, что улучшило лётные характеристики самолёта. Диаметр винта увеличили до 4,4 м. Была изменена хвостовая часть, появилась дополнительная секция, в которой разместили кормовую турель с двумя пулеметами. Увеличили площадь рулей. Резиновые амортизаторы шасси заменили на воздушно-масляные. Задние колеса основных тележек снабдили гидравлическими колодочными тормозами, что позволило сократить длину пробега при посадке. Модифицировали оборудование: поставили авиагоризонт, заменили фотоаппарат, установили линию электропневматической почты между штурманом и радистом. Всего было выпущено более 200 самолётов этой модификации.
ТБ-3-4АМ-34РД
Ряд самолётов дальнего радиуса действия с улучшенной обтекаемостью фюзеляжа и колёсными тормозами. У некоторых самолётов было одно главное шасси с диаметром колеса 2 м и металлические трёхлопастные винты. Использовался для полётов в Варшаву, Париж и Рим в 1933—1934 годах. Самолёты собирали по отдельному заказу, они отличались улучшенной аэродинамикой и отделкой. вооружение эти самолёты не имели, а в бомбоотсеках установили обитые бархатом диваны. Двигатели М-34РД были немного мощнее и за счет форсирования оборотов мощность достигала 830 л.с.
ТБ-3-4АМ-34РН
Высотная модификация с двигателями АМ-34РН, четырёхлопастными винтами внутренних двигателей и двухлопастными внешними, одно двухметровое главное шасси, обновлённые пулемёты ШКАС в турелях, максимальная скорость увеличена до 288 км/ч на высоте 4200 м, практический потолок — 7740 м. Испытывался в августе-октябре 1935 года, но так и не вошёл в серийное производство.
ТБ-3-4АМ-34ФРН/ФРНВ
Двигатели АМ-34ФРН/ФРНВ с повышенной мощностью и четырёхлопастными винтами, улучшена аэродинамика, шасси с тормозами, максимальная скорость больше 300 км/ч.
ТБ-3Д
Испытательная модификация с дизельными двигателями АН-1 (740 л.с.) и предполагаемым радиусом полёта — 4280 км. Не вошёл в серийное производство, так как другие характеристики были хуже, чем у ТБ-3-4АМ-34РН
Г-2
Транспортная модификация ТБ-3 с двигателями М-17 и М-34, переоборудованная под нужды «Аэрофлота». В годы войны вывозили серу со среднеазиатских месторождений, а обратными рейсами доставляли горнякам питьевую воду.
АНТ-6-4М-34Р «Авиаарктика»
Пять ТБ-3 для экспедиции на Северный полюс в 1937 году с закрытой кабиной и металлическими трёхлопастными винтами.

## Конструкция[3][4]
Общие сведения.

Кабина ТБ-3 и головная турель, отчётливо видна гофрированная обшивка

ТБ-3 был цельнометаллическим свободнонесущим четырёхмоторным тяжёлым монопланом с неубирающимся двухстоечным колёсным или лыжным шасси и хвостовым подрессоренным костылём.
Лётный экипаж включал восемь человек: два лётчика, бортовой радист, штурман-бомбардир, два стрелка, бортовой техник (борттех) и два младших техника (они же стрелки выдвижных башен). Наземный технический экипаж включал 5 человек — три моториста и два техника по самолёту.
Длина самолёта — 24,400 м. Размах крыла — 39,494 м. Размах по стабилизатору с рулём высоты — 12,030 м. Высота самолёта, выставленного в горизонтальное положение по строительной оси, по килю — 8,452 м. Площадь крыльев с элеронами — 230 м2. У самолётов выпуска после 1934 года размах крыла увеличен и составляет 41,85 м, площадь крыла — 235,1 м2.
Поперечное V крыла: по оси первого лонжерона — 6°10′±10′, по оси четвёртого лонжерона — 6°29′±10′, установочный угол крыла по всему размаху — 3°30′±5′
Вес самолёта-планера (так было написано в оригинале):
- с моторами М-17 = 10967 кг
- с моторами М-34 = 11900 кг

На мотор М-17 устанавливается винт переменного шага с диаметром 3,5 м
На мотор М-34 устанавливается винт переменного шага с диаметром 3,18 м
На мотор М-34Р устанавливается винт фиксированного шага с диаметром 4,4 м
Диапазон эксплуатационных центровок — от 29 % до 33 % САХ.
Фюзеляж — переменного сечения. В передней части прямоугольный, при переходе к хвостовой части треугольный, заканчивался вертикальным ребром. Продольный силовой набор фюзеляжа состоял из четырёх лонжеронов и стрингеров, поперечный силовой набор из 19 шпангоутов, усиленных трубчатыми раскосами. Обшивка — гофрированный кольчугалюминий.
Фюзеляж конструктивно состоял из четырёх основных разъёмных частей (в порядке от носа к хвостовой части):
- головная часть Ф-1
- средняя часть ф-2
- центроплан
- хвостовая часть Ф-3

Центроплан включал:
- основная часть Ц-1
- передняя отъёмная часть Ц-2
- задняя отъёмная часть Ц-4

В носовой части фюзеляжа находилась передняя стрелковая точка, а за ней кабина штурмана. Далее размещалась открытая кабина летчиков, с двойным управлением. Каждый пилот был закрыт от ветра козырьком, между которыми стояло зеркало заднего вида. За спинами летчиков располагался отсек бортового техника, на пульте управления которого были размещены все контрольные приборы двигателей и органы управления ими. Между вторым третьим лонжеронами центроплана располагался бомбоотсек. Створки бомбоотсека открывались при помощи тросового механизма, который управлялся от штурвала в кабине штурмана. В общей кабине было два окна, входная дверь. За общей кабиной размещались две стрелковые установки. Стрелки сидели на откидных сиденьях, под которыми находились запасные магазины пулеметов. Далее фюзеляж до самого хвоста был пуст.
Крыло — толстого профиля, толщина у корня — 1,5 метра. Крыло в плане трапециевидное. Продольный силовой набор четыре лонжерона ферменной конструкции из труб, соединенных раскосами. Поперечный силовой набор — нервюры с трубчатыми раскосами, полки нервюр изготавливались из профилей. На этот каркас крепилась гофрированная обшивка. Каждое полукрыло представляло собой сборную конструкцию, состоящую из секций:
- передняя отъёмная часть крыла К-4
- задняя 1-я отъёмная часть крыла К-5
- консольная часть крыла К-6
- задняя 2-я отъёмная часть крыла К-7
- элероны Р-5 (документально элероны относятся к оперению)

По задней кромке крыла подвешивались двухсекционные элероны щелевого типа. Управление — тросовой проводкой. Полный угол отклонения элеронов: ±20°.
Хвостовое оперение — киль и переставной стабилизатор (по терминологии тех лет — с изменяемым углом атаки). Оперение включало следующие съёмные узлы:
- стабилизатор Р-1
- руль высоты Р-2
- киль Р-3
- руль поворота Р-4
- ленты расчалки С-3

Каркас стабилизатора — два лонжерона и 12 нервюр, обшивка гофрированная. Конструкция киля сходна со стабилизатором. Рули высоты и направления цельнометаллические. Управление рулями через троса и жесткие тяги осуществлялись педалями.
Угол установки стабилизатора регулировался в полёте винтовым механизмом посредством тросовой проводки от штурвала в кабине лётчиков на угол ±4°30′ от нейтрального положения.
Полный угол отклонения руля высоты: 19° вниз и 24° вверх. Полный угол отклонения руля поворота: ±20°.
В системе управления ТБ-3 применялся пружинный загрузочный механизм (т. н. компенсатор ножного управления), позволяющий снимать несимметричную нагрузку с педалей при полёте с двумя отказавшими с одной стороны двигателями.
Шасси — основные стойки пирамидальные, с дюралевыми подкосами. Полуоси из хромансилевой стали. На вертикальных стойках были установлены пневмо-гидравлические амортизаторы. К полуосям крепились тандемные колёсные тележки, два колеса друг за другом. Оси колес были подрессорены. Колеса спицованные, диаметром 1,35 метра. Зимой вместо колес устанавливали лыжи, в том числе и на хвостовой костыль. Задний костыль ориентирующийся с резиновым амортизатором.
В амортизаторы основных стоек закачивался сжатый воздух под давлением 50 атм и стойка заправлялась незамерзающей гидравлической жидкостью в объёме 5 кг, состоящей из смеси глицерина и спирта.
Только задние колёса основных стоек оборудованы колодочными тормозами с гидравлическим приводом. Система торможения позволяла затормаживать как все колёса (оба) одновременно, так и раздельно на правой или левой стойке, для улучшения маневренности. В гидросистему тормозов шасси заливалась смесь из минерального масла и керосина, или смесь глицерина и спирта. Давление в гидросистеме создаётся ручным насосом в кабине экипажа.
Силовая установка — поршневые двенадцатицилиндровые V-образные карбюраторные двигатели водяного охлаждения.
Основные данные по мотору М-17:
- число цилиндров — 12
- развал цилиндров — 60°
- ход поршня мм — 190 (прав. ряд), 199 (лев. ряд)
- диаметр цилиндра мм — 160
- степень сжатия — 6÷7,3
- максимальная мощность — 730 л.с. при 1630 об/мин
- номинальная мощность — 500 л.с. при 1450 об/мин
- расход горючего нормированный на один час полёта — 75-80 литров (на один мотор)
- расход масла нормированный на один час полёта — 4 литра (на один мотор)
- сухой вес мотора — 550 кг ± 2 %

Система запуска мотора — от наземного баллона со сжатым воздухом 60 атм или от аэродромного автостартера через храповую втулку винта. На борту самолёта имеется запас сжатого воздуха в двух баллонах с давлением 120 атм, расходовать который разрешено только при запуске мотора в воздухе или на необорудованной площадке.
Система зажигания электроискровая, два магнето типа БС-12 или импортные.
Воздушные винты разные на разных типах моторов (см. выше)
Система смазки моторов — под давлением. Применяемые масла: АСС или брайтсток. Емкость масляного бака мотора М-34 составляет 180 литров, мотора М-17 — 120 литров.
Система охлаждения моторов жидкостная. Применялась в зимнее время смесь воды со спиртом и глицерином, в дальнейшем смесь из 55 % этиленгликоля и 45 % воды. Летом заливалась умягчённая вода с добавлением хромпика. Емкость системы охлаждения мотора М-34 составляет 160 литров, мотора М-17 — 99 литров.
Воздухо-водяные радиаторы, объёмом 65,6 литра, были расположены под моторами (данные для ТБ-3 М-34).
Топливная система самолёта включала 4 отдельных бензиновых бака в крыле, емкостью по 1990 литров каждый. Все баки соединены в группы на левой и правой плоскости, емкость всей топливной системы самолёта с моторами М-17 составляет 7960 литров. Каждый бак разделён на три отсека. Измерение топлива производится поочерёдно в отсеках правых или левых баков через переключатель. Топливо подавалось к моторам насосами. Средний часовой расход горючего самолёта ТБ-3 с моторами М-17 составляет 320 кг в час, с моторами М-34 — 356 кг/час.
В качестве горючего использовались (дословно из документации):
- смесь из 35 % бакинского экспортного авиабензина второго сорта и 65 % авиабензола, октановое число 90
- смесь из 25 % грозненского авиабензина и 75 % авиабензола
- бакинский экспортный бензин 2-го сорта с примесью 2 см3 этиловой жидкости на каждый литр бензина, октановое число 90.

Этиловая жидкость — смесь в заданной пропорции тетраэтилового свинца, бромистого этилена и монохлорнафталина. Этилированный авиабензин окрашен в красный цвет.
Противопожарное оборудование — система сигнализации и четыре баллона с углекислотой (четыреххлористый углерод). В случае пожара в двигателе замыкались контакты и загорались сигнальные лампочки в кабине техника, который открывал вентиль баллонов и поступал в огнетушители.
Электрооборудование. Бортовая сеть самолёта была на 12 вольт постоянного тока.
Всё электропитание на борту было от аккумуляторов и динамо-машин, которые раскручивались в полёте ветрянкой от набегающего потока воздуха.
Всё электроосветительное, сигнальное и специальное оборудование самолёта питается в полёте от динамо-машины с ветрянкой на рабочее напряжение 14 вольт и мощностью 300 вт, устанавливаемой на секции фюзеляжа Ф-2. На земле это оборудование питается от бортового аккумулятора 6-АТ на 45 ампер-часов, который установлен в кабине борттехника.
Остальные динамо-машины питают радиооборудование.
Радиосвязное оборудование включало (оригинальный текст курсивом):
- мощная коротковолновая приёмо-передаточная телеграфно-телефонная радио-станция типа «11-С.К.» для связи на большие расстояния. Установка весом 70 кг размещена в общей кабине в левом переднем углу. Станция питается от динамо-машины с ветрянкой, расположенной на секции фюзеляжа Ф-3.
- приемная радиостанция для связи с радио-маяками. Приёмник типа «13-П.С.» Установлен в общей кабине.
- коротковолновая приёмо-передаточная радиостанция «14-С.К.», для связи самолётов друг с другом. Расположена в кабине штурмана по левому борту, питается от динамо-машины с ветрянкой слева впереди на центроплане Ц-2 между фюзеляжем и 2-м мотором.

На командирских машинах мог устанавливаться дополнительный радиоприёмник «В.Л-5»
Приборное оборудование — приборные доски находились в кабинах штурмана, пилота, старшего техника и заднего летчика-наблюдателя и включали в себя: компас; указатель скорости, поворота и крена; высотомер; часы и тахометр. Из-за сильной вибрации доски подвешивались на амортизаторах.
Вооружение — четыре пулемета 7,62 мм, расположенные на открытой передней турели, на бортовой турели и на выдвижных башнях под крылом. Питание пулеметов дисковое. Башни выдвигались и поднимались вручную. Бомбовая нагрузка до 5000 кг. Бомбы размещались в кассетных бомбоотсеках, в подкрыльевых бомбодержателях, а также подвешивались к подфюзеляжным балкам. Бомбы сбрасывались поодиночно, сериями или залпом. Сбрасыватель был механическим.

## Использовался в странах мира
СССР
- ВВС РККА

Китай
- ВВС Китая

## История применения

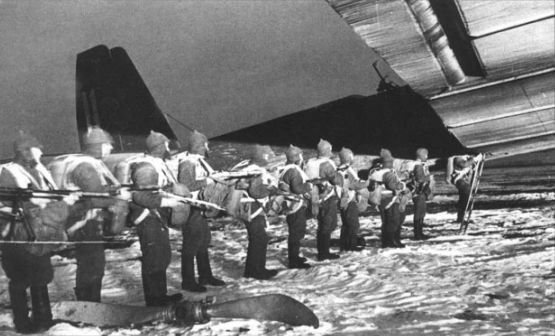
Парашютисты, садящиеся на борт ТБ-3

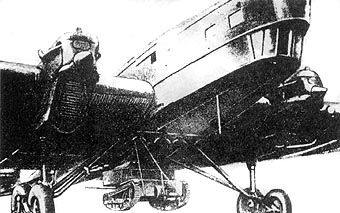
Транспортирование танкетки Т-27

Хотя ТБ-3 морально устарел ещё к середине 1930-х, он активно использовался во время локальных вооружённых конфликтов второй половины 1930-х годов.
Примерно в 1938 году был осуществлён дневной пролёт над Японскими островами, во время которого разбрасывались агитационные листовки[уточнить].
В ходе боевых действий у озера Хасан 6 августа 1938 года 41 бомбардировщик ТБ-3РН участвовал в бомбардировке высот Заозёрная и Безымянная.
Во время боёв на Халхин-Голе летом 1939 года ТБ-3 применялись в качестве ночных бомбардировщиков (всего было осуществлено более 500 боевых вылетов), а также как военно-транспортный самолёт.
Самолёт был официально снят со службы только в 1939 году, но эпизодически применялся и во время советско-финской войны 1939—1940 гг..
К началу Великой Отечественной войны 22 июня 1941 года ВВС СССР располагали 516 боеготовыми самолётами, не считая 25, находившихся в подчинении ВМФ СССР. 23 июня ТБ-3 начал ночные бомбардировки территории противника. Самолёты ТБ-3 фактически не пострадали в первые дни войны, так как базировались достаточно далеко от границ (к августу 1941 года ТБ-3 составлял 25% всех бомбовых ВВС), и в целом, потери были относительно небольшими — за 1941 год по всем причинам, включая небоевые потери и брошенные при отступлении, было потеряно менее 40 самолётов. Вынужденные попытки использовать ТБ-3 днём полностью провалились: несмотря на очень высокую живучесть, низкая скорость делала самолёт уязвимым для зениток, а круговое, но откровенно слабое, оборонительное вооружение оставляло его фактически беззащитным перед современными истребителями. Трагический эпизод с уничтожением группы ТБ-3, вылетевшей днём и без прикрытия, был описан Константином Симоновым в первой части романа-трилогии «Живые и мёртвые», а также воплощён в экранизации романа. Тем не менее, в качестве ночного бомбардировщика ТБ-3 оказался весьма удачным вариантом, так как невысокая скорость способствовала точности бомбометания. Немаловажно, что изначально в экипажи ТБ-3 отбирались наиболее опытные пилоты, и при хорошей погоде за ночь один экипаж мог совершить до трёх боевых вылетов. С учётом общего числа задействованных самолётов, это давало весомый вклад в ночные бомбардировки в первой половине войны. ТБ-3 принимал участие во всех важных битвах 1941—1943 годов, включая Смоленское сражение, Битву за Москву, Сталинградскую битву, прорыв блокады Ленинграда и Курскую битву. К 1 июля 1945 года 18-я воздушная дивизия ещё имела десять самолётов ТБ-3, находившихся в боевой готовности.
Длительное время ТБ-3 использовался как грузовой и десантный самолёт, способный взять на борт до 35 солдат. В первые пять месяцев войны самолёты ТБ-3 перевезли 2797 тонн груза и 2300 человек.
ТБ-3 также использовался для транспортировки танкеток, таких как Т-27, Т-37 и Т-38 и как носитель истребителей. 26 июля (по другим данным — 1 августа) 1941 года два ТБ-3 — носителя четырёх истребителей И-16 (Звено Вахмистрова) без потерь бомбили нефтеочистительный завод и док Констанцы на территории Румынии. Истребители транспортировались бомбардировщиками ТБ-3. За несколько километров до цели они отделялись и проводили бомбометание, после чего следовали в Одессу, где садились для дозаправки горючим, а затем возвращались в Евпаторию. 11 августа и 13 августа 1941 года в ходе двух налётов (первый — совместно с ДБ-3Ф и Пе-2) запущенные с ТБ-3 истребители И-16 250-кг бомбами сначала повредили, а потом уничтожили стратегически важный Чернаводский мост через Дунай в Румынии, одновременно был подожжён нефтепровод. Позднее самолёты «Звена» атаковали переправу через Днепр и немецкие колонны в боях на Перекопе. Бомбардировки в группе прекратились осенью 1941 года по причине высокой изношенности моторов бомбардировщиков «Звена» и постепенного возрастания количества Пе-2. Оставшиеся ТБ-3 той же модификации, выпуск которых был прекращён ещё в 1937 году, посчитали целесообразным использовать в качестве транспортных.
Были неудачные попытки использования радиоуправляемых ТБ-3 в варианте самолётов-снарядов.
18 июня 1945 года три самолёта ТБ-3 были включены в воздушную колонну Парада Победы из-за их важной роли в войне (пролёт колонны был отменён из-за сильного дождя и низкой облачности).
Весь драматизм боевого применения тихоходных бомбардировщиков ТБ-3 в первые месяцы Великой Отечественной войны отражён в эпизоде художественного романа: «Живые и мёртвые» (часть 1).
Как планировалось применять ТБ-3, можно представить из военно-фантастического фильма «Глубокий рейд» («Гордые соколы») 1938 года. В нём этот самолёт является главным героем, занимая практически всё экранное время полнометражного фильма. Присутствуют сцены полёта, бомбёжки, отражения атак вражеских истребителей, ночного боя; кадры внутри самолёта.
Окончательное списание ТБ-3 произошло в январе 1946 года. До нашего времени не сохранилось ни одного самолёта этого типа. В Центральном музее Военно-воздушных сил РФ в Монино находятся разрозненные фрагменты, не подлежащие восстановлению. Существует план вывезти с острова Рудольфа Земли Франца-Иосифа и отреставрировать разбившийся в 1938 г. АНТ-6А летчика Б. Г. Чухновского.

## Тактико-технические характеристики

Туполев ТБ-3

Приведённые ниже характеристики соответствуют модификации ТБ-3 (1933 года):
Источник данных: Gordon, Khazanov, 1999; Шавров, 1985; Котельников, 2008.

Технические характеристики
- Экипаж: 8 человек
- Длина: 24,4 м
- Размах крыла: 39,5 м
- Высота: 8,5 м
- Площадь крыла: 230,0 м²
- Масса пустого: 10967 кг
- Нормальная взлётная масса: 17200 кг
- Максимальная взлётная масса: 19500 кг
- Объём топливных баков: 7960 л
- Силовая установка: 4 × поршневой М-17Ф
- Мощность двигателей: 4 × 715 л.с. (4 × 533  кВт (взлётная))
- Воздушный винт: двухлопастной, деревянный ЦАГИ
- Диаметр винта: 3,5 м

Лётные характеристики
- Максимальная скорость:  
  - на высоте: 197 км/ч на 3000 м
  - у земли: 177 км/ч
- Практическая дальность: 1350 км
- Техническая дальность: 3120 км (при максимальной взлётной массе)
- Практический потолок: 3800 м
- Время набора высоты:
  - 1000 м за 9,2 мин
  - 2000 м за 22,0 мин
  - 3000 м за 43,4 мин
- Нагрузка на крыло: 74,8 кг/м²
- Тяговооружённость: 85,5 Вт/кг (8,6 кг/л.с.)
- Длина разбега: 200 м
- Длина пробега: 300 м

Вооружение
- Стрелково-пушечное: 4-8×7,62 мм пулемёта ДА
- Боевая нагрузка:  
  - нормальная: 2000 кг
  - максимальная: 5000 кг
- Бомбы:  
  - в бомбоотсеке: 28×50 кг или 82 кг или 100 кг бомб
  - под крылом: 4×250 кг или 500 кг или 1000 кг бомбы

## ТБ-3 в филателии

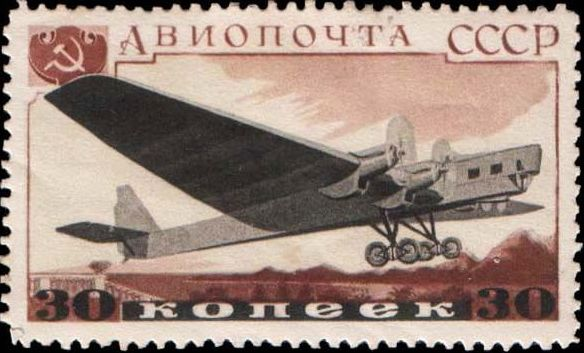
Почтовая марка СССР, 1937 год. Авиапочта. Серия «Самолёты СССР».
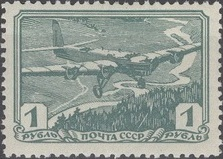
Почтовая марка СССР, 1938 год. Серия «Авиационный спорт в СССР»: самолёт АНТ-6 в полёте
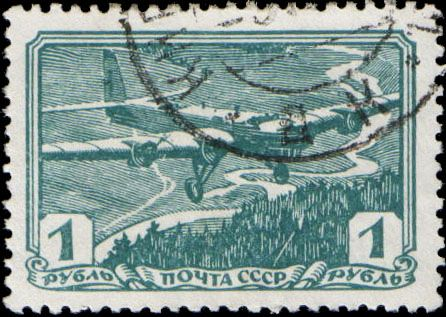
Почтовая марка СССР, 1938 год. Серия «Авиационный спорт в СССР»: самолёт АНТ-6 в полёте
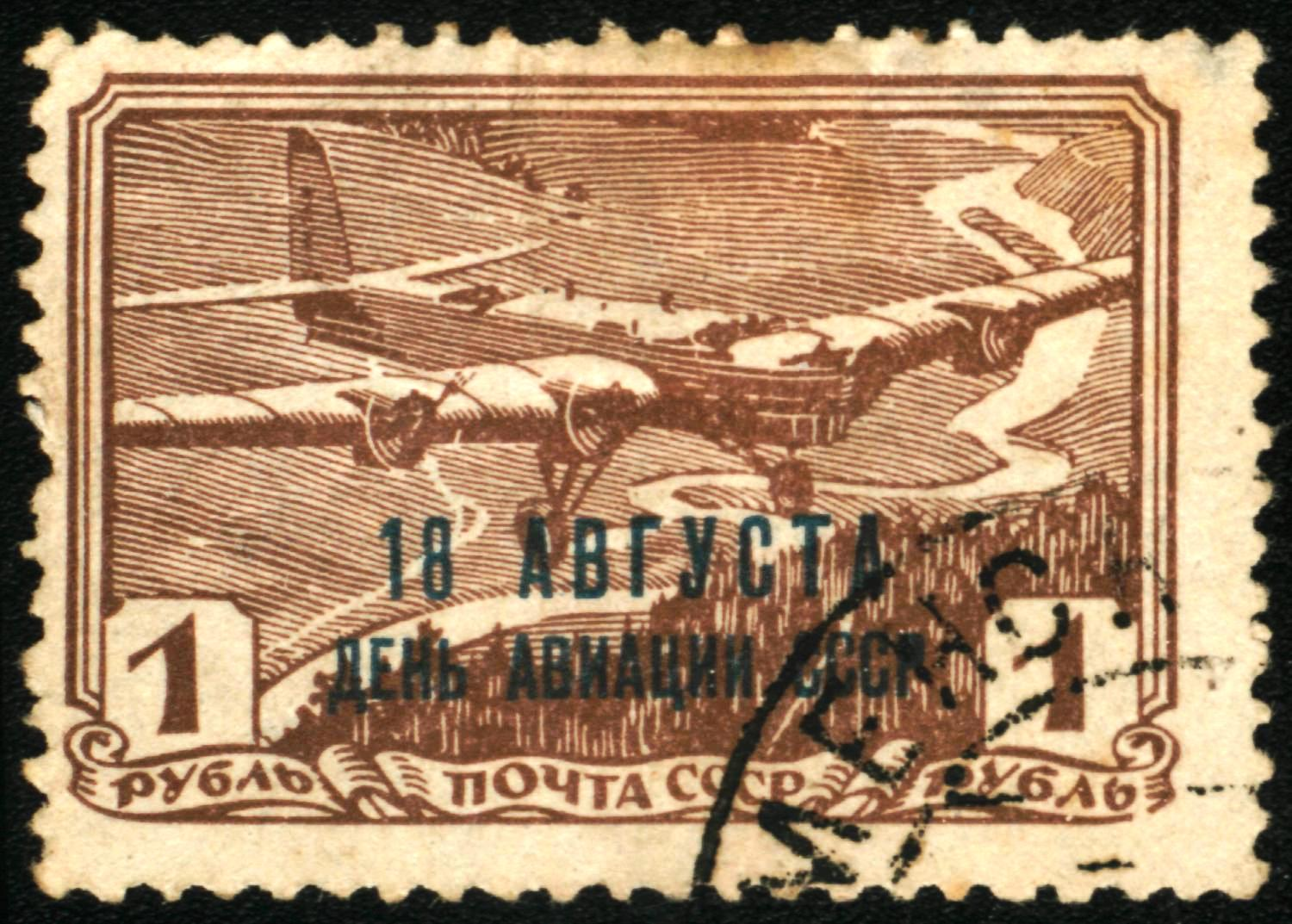
Почтовая марка СССР, 1939 год. ТБ-3 на марке «СССР День Авиации»
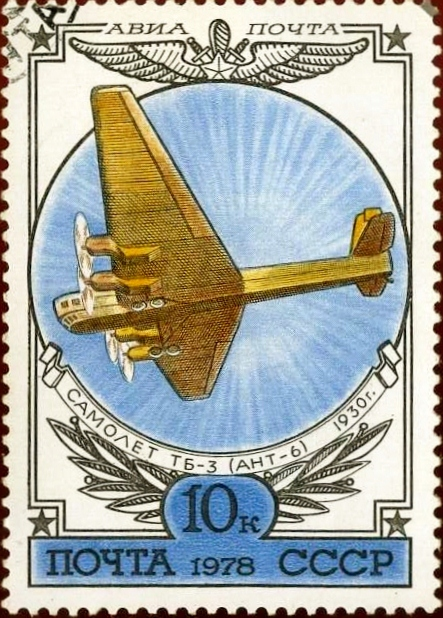
Почтовая марка, 1978 год.